# Sognu
A Sognu (magyarul: Álom) egy crossover dal, mely Franciaországot képviselte a 2011-es Eurovíziós Dalfesztiválon. A dalt a francia Amaury Vassili adta elő korzikaiul.
2011. február 4-én jelentette be a France 3 és a SACEM, hogy egy belső zsűri ezt a dalt választotta, a már korábban megnevezett előadójuknak, Amaury Vassilinek. Korábban egy francia dal volt részben korzikaiul előadva a dalversenyen, 1993-ban.
Franciaország az Öt Nagy ország tagjaként automatikusan döntős, így nem kellett részt vennie az elődöntőkben. A május 14-i döntőben a fellépési sorrendben tizenegyedikként adták elő, az orosz Alexej Vorobjov Get You című dala után és az olasz Raphael Gualazzi Madness of Love (Follia d’amore) című dala előtt. A szavazás során 82 pontot szerzett, két országtól, Belgiumtól és Görögországtól begyűjtve a maximális 12 pontot. Ez a tizenötödik helyet jelentette a huszonöt fős mezőnyben.
A következő francia induló Anggun Echo (You and I) című dala volt a 2012-es Eurovíziós Dalfesztiválon.

## Slágerlistás helyezések
| Slágerlisták (2011) | Lh.* |
| ------------------- | ---- |
| Franciaország       | 3    |

*Lh. = Legjobb helyezés.